# Mickey's Fire Brigade
Mickey's Fire Brigade (La brigada de bomberos de Mickey) es un cortometraje en color de 1935 producido por Walt Disney Productions y estrenado por United Artists. Las estrellas de la película son Mickey, Donald y Goofy. Fue dirigido por Ben Sharpsteen y presenta las voces de Walt Disney como Mickey, Clarence Nash como Donald, Pinto Colvig como Goofy, y Elvia Allman como la vaca Clarabelle. Fue estrenado en teatros el 3 de agosto de 1935.

## Trama
Mickey Mouse, el pato Donald, y Goofy son bomberos en un fuego de hotel. Mickey conduce un camíon de bomberos, Donald está en las escaleras del camión gritando "Fuego! Fuego! Fuego!", mientras que Goofy está manejando la parte de atrás del camión.
Los tres bomberos llegan al hotel y van a trabajar. Se muestran muchos gags mostrando los pésimos bomberos que son los tres bomberos, y el fuego y el humo con vida propia.
Finalmente Mickey se da cuenta de que hay una mujer arriba quien necesita salvar. Encuentran a Clarabelle encerrada en el baño bañándose y cantando, inconsciente de que el hotel se está quemando. Después de que Goofy advierta sin éxito a Clarabelle a través del travesaño de la puerta, Mickey y Donald tiran abajo la puerta utilizando a Goofy. Clarabelle se pone nerviosa y cree que Mickey, Donald, y Goofy son secuestradores. Cuando Clarabelle está gritando para la policía y pegándoles con su cepillo de baño, los tres levantan la bañera, con Clarabelle todavía en ella, y la tiran por la ventana.
Clarabelle navega a través del aire en la bañera, y se baja al suelo con una escalera. El cortometraje acaba con Clarabelle continuamente pegando a los tres con el cepillo de baño.

## Estrenos
- Estreno original (1935)
- The Fireman (1943)
- Mickey's Crazy Careers (VHS) (1984)
- Fun on the Job (VHS) (1992)
- The Ink & Paint Club, episodio 59: Clarabelle and Horace (en televisión) (1998)
- Walt Disney Treasures: Mickey Mouse in Living Color (DVD) (2001)

- Datos: Q3791155
- Multimedia: Mickey's Fire Brigade / Q3791155